# Gminy w departamencie Delta Rodanu
Lista 119 gmin w departamencie Delta Rodanu we Francji.
- (CUM) Communauté urbaine Marseille Provence Métropole, utworzone w 2000.
- (CAAP) Communauté d’agglomération du Pays d'Aix-en-Provence, utworzone w 2001, also partly in the Vaucluse département
- (CAAM) Communauté d’agglomération Arles-Crau-Camargue-Montagnette, utworzone w 2004
- (CAG) Agglomeration community of Pays d'Aubagne et de l'Etoile, utworzone w 2007, also partly in the Var département.
- (CAO) Communauté d’agglomération de l'Ouest de l’Étang-de-Berre, utworzone w 2001.
- (CAS) Communauté d’agglomération Berre Salon Durance, utworzone w 2002.
- (SANB) Syndicat d’agglomération nouvelle du Nord-Ouest de l’Étang-de-Berre, utworzone w 1984.